# Aliso Viejo
Aliso Viejo je město v okrese Orange County ve státě Kalifornie. V roce 2000 zde žilo 40 166 obyvatel a k roku 2010 již 47 823 obyvatel.